# Dorothy Dunbar
Dorothy Dunbar Lawson (28 de mayo de 1902 – 23 de octubre de 1992) fue una actriz y socialite estadounidense que apareció en varias películas mudas durante la década de 1920.

## Biografía

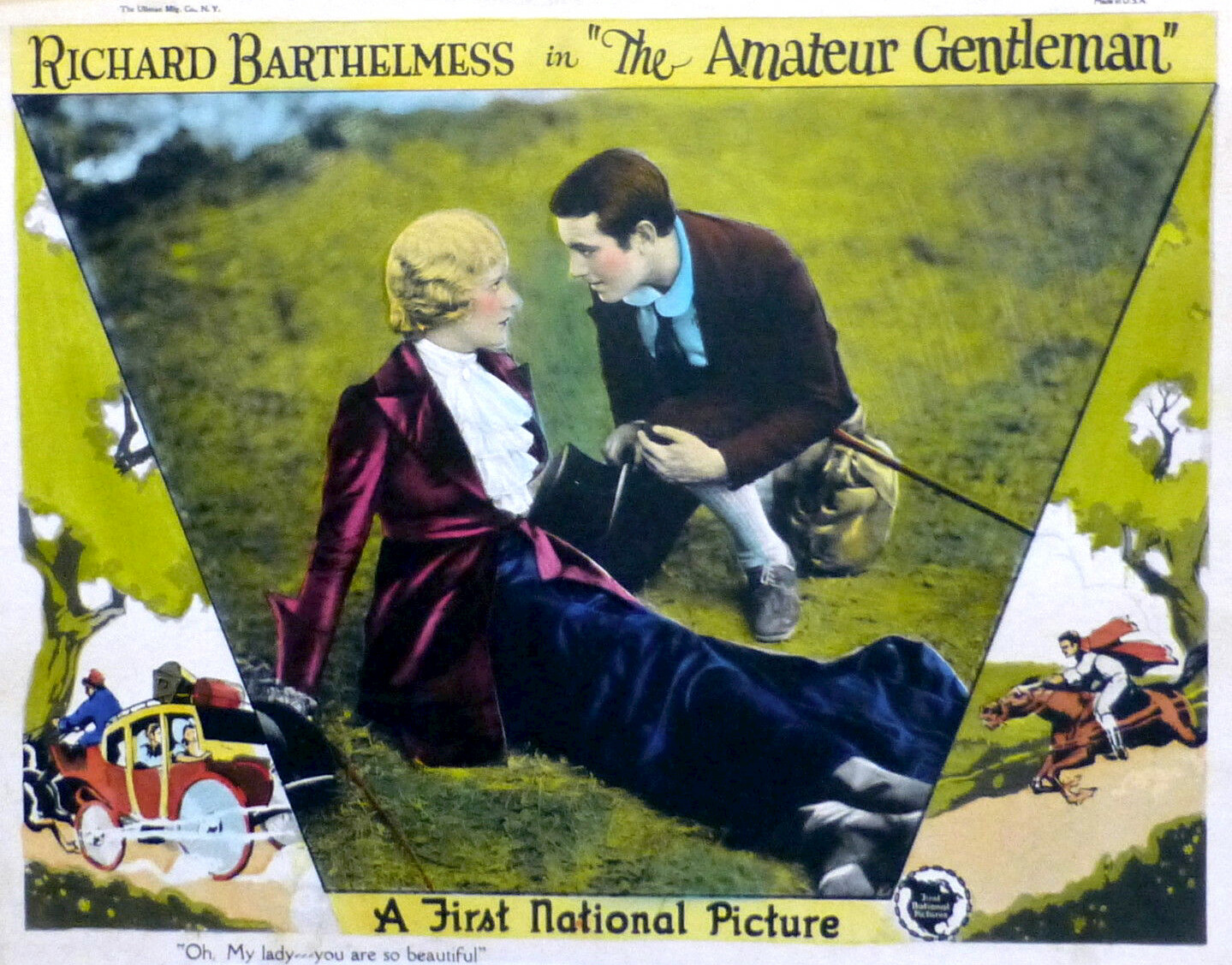
Cartel de cine de The Amateur Gentleman (1926)

Nacida en Cripple Creek, Colorado, Lawson hizo su primera aparición en The School Girl (1904), cuando apenas era una niña.
En 1924, Dunbar se mudó a Hollywood, donde empezó a aparecer en varias películas, incluyendo su interpretación de Cleone Meredith en The Amateur Gentleman (1926) protagonizada por Richard Barthelmess, su interpretación atrajo la atención de los espectadores. Lawson se convirtió en la cuarta actriz en interpretar a Jane, en la adaptación de 1927, Tarzán y el león dorado, protagonizada por James Pierce. En el reparto también se incluía a Boris Karloff, quién interpretó a Owaza.
Dunbar se retiró de la industria cinematográfica después de haberse casado conThomas Bucklin Wells, II, Wells hizo una aparición en la película Ain't Love Funny? estrenada en 1927 por Film Booking Offices of America (FBO).
Dunbar llegó a casarse 7 veces, incluyendo el productor teatral Maurice (divorciados); Thomas Wells (se casaron en octubre de 1926 - 1928; su muerte); el empresario de América del Sur Jaime De Garson (se divorciaron en 1931); el  boxeador/actor Max Baer (8 de julio de 1931-se divorciaron en 1933); el pintor Tino Costa (1936 -anulado en 1937); y Russell Lawson.
En su último matrimonio, Dunbar tuvo dos hijos, Richard y Russell.
Cuando Dunbar estaba preparando sus plan de divorciarse de Tommy Wells, recibió un telegrama en París, donde Wells informaba que se estaba muriendo. Corrió para ir a cama y empezó a perdonarlo. Wells terminó muriendo en sus brazos, haciendo que Dunbar caigá en una adicción a las drogas. Dunbar recibió un ingreso mensual de $2,500 de su patrimonio. Se divorció de Jaime De Garson, con quién se había casado en Londres, para casarse con Baer.
Dunbar decidió denominarse Dorothy Dunbar Wells. En 1936, había completado un libro de poesía, pero no le encontró valor en enviárselo a un editor. 
Dunbar quería anular su matrimonio con Costa porque era "temperamental y frío". En diciembre de 1937, demandó a varios familiares de su exesposo Thomas Wells, solicitando $270,000 en fideicomisos de su patrimonio, Dunbar había dicho que los familiares habían tergiversado ciertos papeles de divorcio para que Dunbar los firmara. Además, había dicho que los documentos eran para asegurarse de que los fideicomisos fueran retenidos por ella, sin embargo se enteró de que los documentos eran renuncias en su interés por los fideicomisos.
Después de haberse casado con Russell H. Lawson, Dunbar decidió cambiarse el nombre a Dorothy Wells Lawson. También empezó a jugar bridge y golf, y llegó a ganar algunos trofeos en varios torneos.
Murió a los 90 años en Seattle, Washington. Su servicio conmemorativo se mantuvo en privado.

## Filmografía
- The Flaming Crisis (1924) (Mesco Productions) (Wéstern) ... Tex Miller[1]
- The Masquerade Bandit (1926) (FBO) (Western) ... Molly Marble[1]
- The Amateur Gentleman (1926) (First National Pictures) (Drama/Romance) ... Lady Cleone Meredith[1]
- Breed of the Sea (1926) (FBO) (Drama) ... Ruth Featherstone[1]
- Red Hot Hoofs (1926) (FBO) (Wéstern) ... Frances Morris[1]
- Tarzan and the Golden Lion (1927) (FBO) (Action/Adventure) ... Lady Greystoke[1]
- Lightning Lariats (1927) (FBO) (Wéstern) ... Janet Holbrooke[1]
- When a Dog Loves (1927) (FBO) (Drama) ... Letty Carroll[1]
- What Price Love? (1927) (Anchor Film Distributors) (Drama) ... Alice George[1]